# Waltary Agusti
Waltary Agusti Alonso (dit « El Fenomenal »), né à La Havane le 5 avril 1980, est un joueur cubain de pelote basque.

## Carrière
Originaire du quartier du Cerro à La Havane, il débute la main nue à l'âge de huit ans. A dix-sept ans, il est sélectionné en équipe nationale et obtient la quatrième place des Mondiaux au Mexique en 1998. Quatre ans plus tard, il remporte le titre mondial à Pampelune contre El Loquillo puis le Masters des Fêtes de Bayonne contre Juan Martínez de Irujo en 2003.
Lors du Mondial de 2004 à Bayonne, il déserte sa délégation et s'enfuit à Madrid, d'où il rejoint le Mexique puis Miami. Il y passe deux années où il pratique le baseball.
Il s'installe à Biarritz en 2006 et devient professionnel de main nue. Il domine notamment le championnat de France main nue Elite pro en trinquet, remportant la compétition six fois d'afillée en tête à tête (de 2008 à 2013), égalant le record de Manu Martiarena. En 2014, diminué par une blessure au dos, il est battu en finale par Pascal de Ezcurra.
Sa technique de but inédite (avec un geste de bas en haut, inspiré du baseball, difficile à contrer), fait polémique et a conduit la Fédération française de pelote basque à faire évoluer en 2011 le règlement en éloignant la distance de but de 8,5 à 13 mètres (la règle est abandonnée un an plus tard), en optant pour un trinquet au revêtement moins rapide pour disputer sa compétition phare (la finale se déroulant au Garat de Saint-Jean-Pied-de-Port à la place du Moderne de Bayonne) et en réduisant la part de gommes dans la composition des pelotes pour les rendre moins vives. Il est ainsi régulièrement victime d'un accueil hostile, voire d'injures racistes au cours de sa carrière,,,.
Il est le seul pelotari de trinquet à pouvoir vivre de son sport, (contrairement au fronton mur à gauche, où de nombreux pelotaris sont professionnels).
Il annonce prendre sa retraite sportive en février 2021.

## Palmarès

### Championnat de France Elite Pro en tête à tête
- 2008 : victoire 40 à 22 contre Pascal de Ezcurra[23].
- 2009 : victoire 20 à 2 contre Pascal de Ezcurra sorti sur blessure[24].
- 2010 : victoire 40 à 18 contre Pascal de Ezcurra[2].
- 2011 : victoire 40 à 28 contre Andde Kurutcharry[25].
- 2012 : victoire 40 à 28 contre Patrick Oçafrain[8].
- 2013 : victoire 40 à 33 contre Pascal de Ezcurra[26].
- 2014 : défaite 40 à 29 contre Pascal de Ezcurra[27].

Il remporte également six titres de champion de France par équipes (2007, 2009, 2010, 2013, 2016 et 2018), six éditions du Masters des Fêtes de Bayonne et deux Super Prestige de Saint-Jean-Pied-de-Port.